# کانادا در المپیک تابستانی ۲۰۰۸

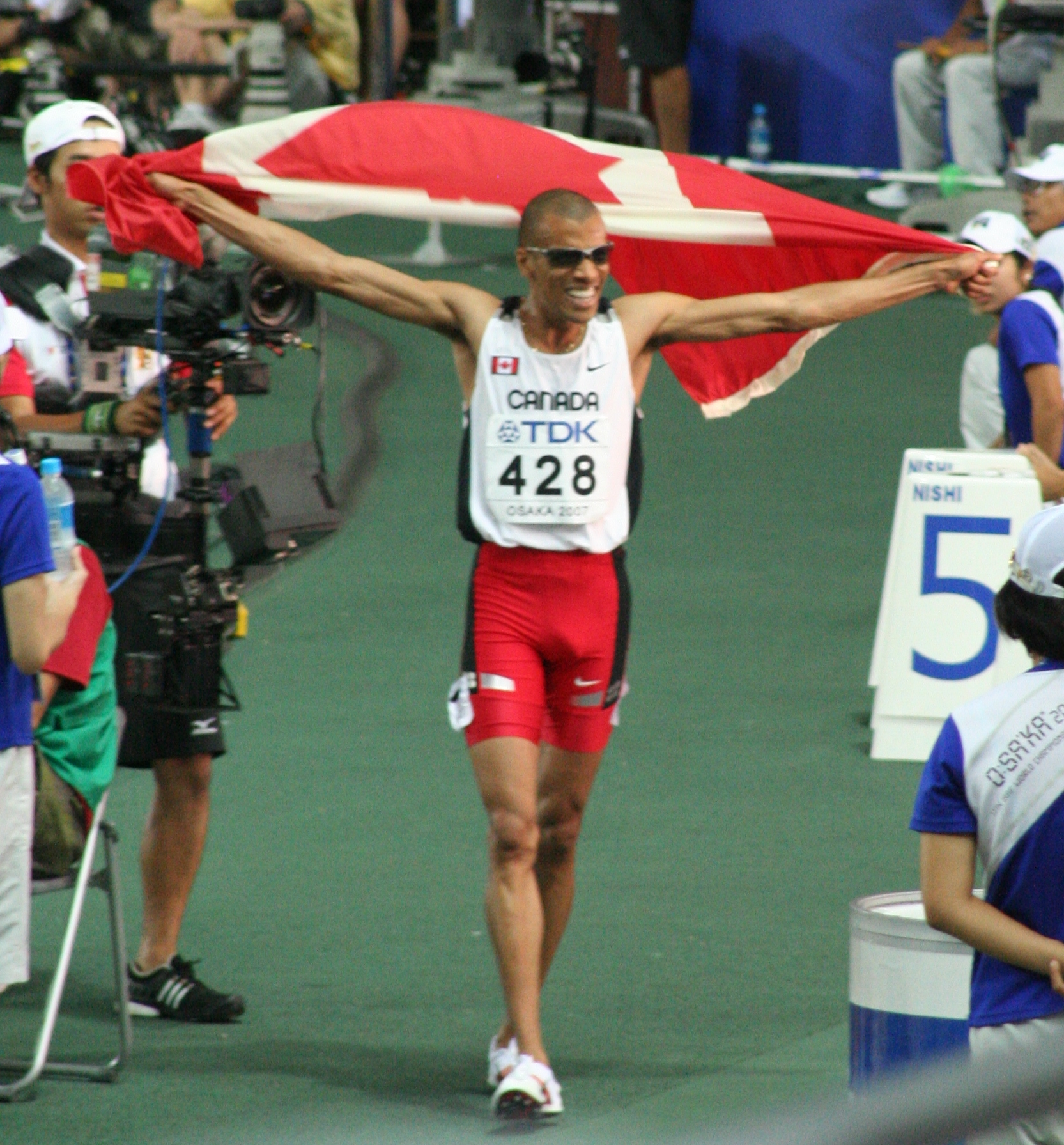
دونده کانادایی

کانادا در بازی‌های المپیک تابستانی ۲۰۰۸ که در شهر پکن برگزار شد، کاروان کانادا با ۳۳۲ ورزشکار در این رقابت‌ها شرکت کرد و موفق به کسب ۱۸ مدال (۳ طلا، ۹ نقره، ۶ برنز) شد. در جدول رتبه‌بندی توزیع مدال‌ها، کانادا در ردهٔ ۱۹ مسابقات قرار گرفت.